# Наша Кампания
«Наша Кампания» (каз. «Наша Кампания» футбол клубы) — бывший профессиональный казахстанский футбольный клуб из Астаны. Ныне существует в качестве любительской команды и имеет свою спортивную секцию.

## История
Команда дважды становилась бронзовым призёром Первой лиги Казахстана. В 1998 году участвовала в чемпионате Казахстана, где впервые произошло астанчанское дерби между клубами «Наша Кампания» и «Астана».
В 2000 году снова вышла в высший дивизион, но отказалась участвовать в пользу экибастузской команды при условии, что она будет иметь в названии слова «Наша Кампания».
Команде принадлежит 2 антирекорда Премьер-лиги — по количеству побед и забитых мячей в суммарном подсчёте всех сезонов.

## Статистика
| Год  | Лига                     | Место | И  | В | Н | П  | Мячи  | Кубок |
| ---- | ------------------------ | ----- | -- | - | - | -- | ----- | ----- |
| 1996 | Первая лига. Финал       | 2     | ?  | ? | ? | ?  | ?     | -     |
| 1997 | Первая лига. Финал       | 3     | 4  | 1 | 1 | 2  | 9-11  | -     |
| 1998 | Высшая лига              | 12    | 26 | 3 | 6 | 17 | 15-50 | 1/8   |
| 1999 | Первая лига. Группа. «А» | 4     | 3  | 0 | 1 | 2  | 2-4   | -     |
| 2000 | Первая лига. Финал       | 3     | 3  | 1 | 1 | 1  | 3-4   | -     |

## Главные тренеры
- Андрейко, Сергей Александрович (1998)
- Плотников, Геннадий Иванович (1999)
- Искендиров, Николай Шамильевич (2000)